# Teorema de Pascal

Teorema de Pascal. Recta de Pascal OPQ del hexágono cíclico ABCDEF inscrito en una elipse.

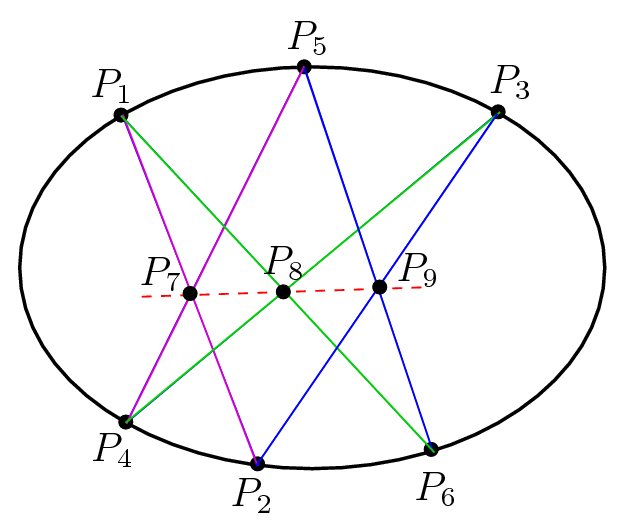
Recta de Pascal P_{7}P_{8}P_{9} del hexágono cíclico P_{1}P_{2}P_{3}P_{4}P_{5}P_{6} inscrito en una elipse. Los lados opuestos del hexágono tienen el mismo color.

En el ámbito de la geometría proyectiva, el teorema de Pascal (también denominado Hexagrammum Mysticum Theorem) establece que: 
| Si un hexágono arbitrario ABCDEF se encuentra inscrito en alguna sección cónica no degenerada, y se extienden los pares de lados opuestos hasta que se cruzan, los tres puntos OPQ en los que se intersecan se encontrarán ubicados sobre una línea recta, denominada la recta de Pascal de esta configuración. |

En su configuración más clásica, el teorema se suele visualizar sobre un hexágono cíclico inscrito en una elipse (es decir, con sus vértices unidos correlativamente en el orden en que aparecen al recorrer la cónica). Sin embargo, el teorema también se cumple sea cual sea el orden en el que se conecten los seis puntos (de acuerdo con el concepto de hexágono arbitrario que se incluye en el enunciado del teorema). De igual manera, se cumple para cualquier cónica no degenerada (como es bien sabido, circunferencia, elipse, parábola o hipérbola).
Por ejemplo, en la segunda imagen se representa la materialización del teorema en un hexágono autointersecante inscrito en una elipse, en el que los puntos de la recta de Pascal resultan del corte de los propios lados del polígono, sin necesidad de prolongarlos.
Así mismo, también se cumple en el caso de "hexágonos degenerados", en los que varios vértices pueden ser coincidentes entre sí (es decir, con lados de longitud cero), en la práctica polígonos de 5, 4 o 3 lados. En estos casos, los lados se sustituyen por tangentes a la cónica en los puntos dados. 
El teorema de Pascal fue descubierto por Blaise Pascal, a quien debe su nombre, en 1639, cuando solamente tenía dieciséis años. 
Heurísticamente, se puede ver este teorema como una generalización del teorema del hexágono de Pappus, que afirma lo mismo para un par de rectas (una cónica degenerada) y, por tanto, sería un caso límite del teorema de Pascal. Sin embargo, la demostración de este último, como se puede leer más adelante, usa la no degeneración de la cónica. Por tanto, en realidad el teorema de Pappus no se puede demostrar como consecuencia del teorema de Pascal.
El teorema de Pascal es el dual proyectivo del teorema de Brianchon.

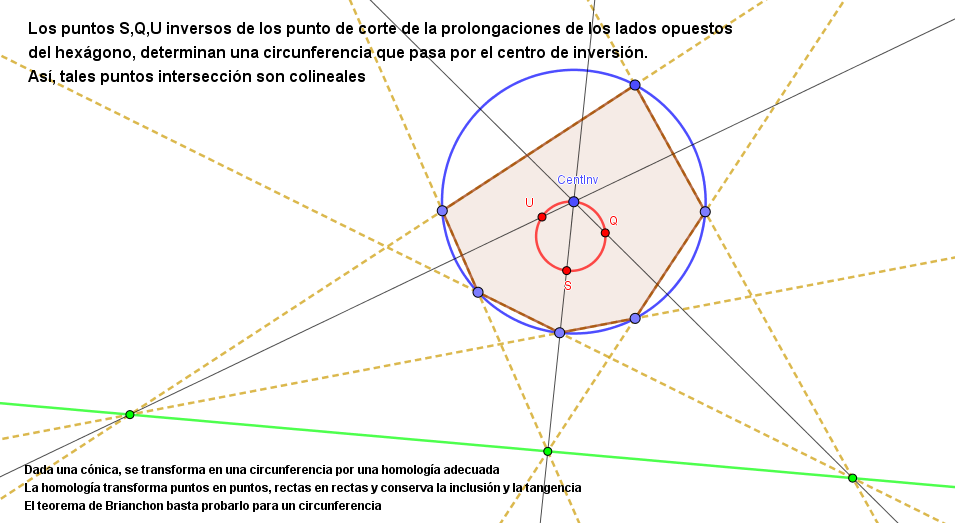
Teoremas de Pascal-Brianchon

En la figura (Teoremas de Pascal-Brianchon) puede verse una demostración del teorema utilizando el concepto de inversión y la propiedad de que una figura es una recta si y solo si su inversa es una circunferencia que pasa por el centro de inversión.
El teorema fue generalizado por Möbius en 1847, en la siguiente forma: si un polígono con 4n + 2 lados se encuentra inscrito en una sección cónica, y se prolongan los pares de lados opuestos hasta que se intersecan en 2n + 1 puntos. Entonces si 2n puntos se encuentran sobre una línea común, el punto remanente también se encontrará ubicado sobre dicha línea.
El recíproco del teorema también es cierto, es decir, si un hexágono es tal que sus lados opuestos se cortan en puntos alineados, entonces está inscrito en una cónica.

## Demostración

### Implicación directa

Diagrama de la demostración.

Sea {\displaystyle ABCDEF} un hexágono inscrito en una cónica. Sean {\displaystyle O=AB\cap DE,P=AF\cap CD,Q=VC\cap EF} las intersecciones de sus lados opuestos. Queremos ver que {\displaystyle O,P,Q} están alineados. 
A partir del recíproco del teorema de Steiner de generación de cónicas se demuestra que se puede definir la razón doble de cuatro puntos {\displaystyle P,Q,R,S} sobre una cónica tomando un cuarto punto {\displaystyle M} sobre la misma y calculando la razón doble de las rectas {\displaystyle PM,QM,RM,SM} (es decir, que la razón doble de estas rectas es independiente de la elección arbitraria de  {\displaystyle M}). A su vez, la razón doble de cuatro rectas está bien definida como la razón doble de los cuatro puntos de intersección generados al cortarlas con otra recta distinta (es decir, la razón doble de los puntos generados es independiente de la elección arbitraria de la recta de corte). Esto se puede demostrar usando que las perspectividades conservan la razón doble.
Vamos a explotar los resultados anteriores, junto que las perspectividades conservan la razón doble, para demostrar el teorema.
En primer lugar definimos {\displaystyle G=BC\cap AF} y {\displaystyle H=AB\cap CD} (las intersecciones no etiquetadas de las rectas grises del dibujo). Calculemos la razón doble {\displaystyle (B,A,C,E)}:
{\displaystyle (B,A,C,E)={\begin{cases}{\overset {{\text{fijando }}F}{=}}(FB,FA,FC,FE){\overset {{\text{cortando con }}BC}{=}}(B,G,C,Q)\\{\overset {{\text{fijando }}D}{=}}(DB,DA,DC,DE){\overset {{\text{cortando con }}AB}{=}}(B,A,H,O)\end{cases}}\quad (*)}
Consideremos la perspectividad {\displaystyle f} de {\displaystyle BC} en {\displaystyle AB} centro {\displaystyle P}. Tenemos que {\displaystyle B\mapsto B,\quad G\mapsto A,\quad C\mapsto H,\quad Q\mapsto f(Q)}, un cierto punto (queremos ver que es {\displaystyle O}). En efecto, como las perspectividades son proyectividades y, en particular, conservan la razón doble, tenemos que {\displaystyle (B,A,H,f(Q))=(B,G,C,Q){\overset {(*)}{=}}(B,A,H,O)}, con lo cual {\displaystyle f(Q)=O} y, como {\displaystyle f} es una perspectividad de centro {\displaystyle P}, cualquier punto y su imagen deben estar alineados con {\displaystyle P}, el centro. En particular, en este caso tenemos que {\displaystyle O,P,Q} están alineados, que es lo que queríamos demostrar. {\displaystyle \quad \square }